# Солоновка (Бородуліхинський район)
Солоно́вка (каз. Солоновка) — село у складі Бородуліхинського району Абайської області Казахстану. Входить до складу Новошульбинського сільського округу.
Населення — 100 осіб (2021; 139 у 2009, 165 у 1999, 187 у 1989).
Національний склад станом на 1989 рік:
- росіяни — 49 %
- німці — 33 %